# Rosa Goldwespe
Die Rosa Goldwespe (Hedychridium roseum) ist eine Art aus der Familie der Goldwespen (Chrysididae).

## Merkmale
Die Goldwespen werden vier bis sechs Millimeter lang. Sie erinnern mit ihrem kurzen und breiten Körperbau an Arten der Gattung Hedychrum, sind aber deutlich kleiner als diese. Ihr Kopf und Thorax glänzen metallisch grün oder blau, der Hinterleib ist fleischfarben, glänzt aber nicht. Dadurch kann man sie von den ansonsten sehr ähnlichen übrigen Goldwespenarten leicht unterscheiden. Das letzte Tarsenglied der Beine besitzt auf der Seite ein im Rechten Winkel abstehendes Zähnchen. Das Tergit des letzten Hinterleibssegmentes besitzt keine Zähnchen.

## Vorkommen
Die Tiere kommen in Mitteleuropa in offenen, spärlich bewachsenen und sandigen Gebieten vor und sind dort stellenweise häufig. Sie fliegen von Juli bis August. Wenn sie nicht auf der Suche nach geeigneten Wirten für ihre Brut sind, findet man sie auf Doldenblütlern. 

## Lebensweise
Die Larven leben parasitisch in den Nestern von Grabwespen der Gattungen Astata und Tachysphex, die auf den oben beschriebenen Sandflächen zu finden sind. 